# Parvulastra exigua
Parvulastra exigua is een zeester uit de familie Asterinidae.
De wetenschappelijke naam van de soort werd in 1860 gepubliceerd door Jean-Baptiste de Lamarck.